# Femöre naturreservat
Femöre naturreservat är ett naturreservat på halvön Femöre i Oxelösunds kommun cirka en kilometer söder om tätorten Oxelösund. 

## Ön

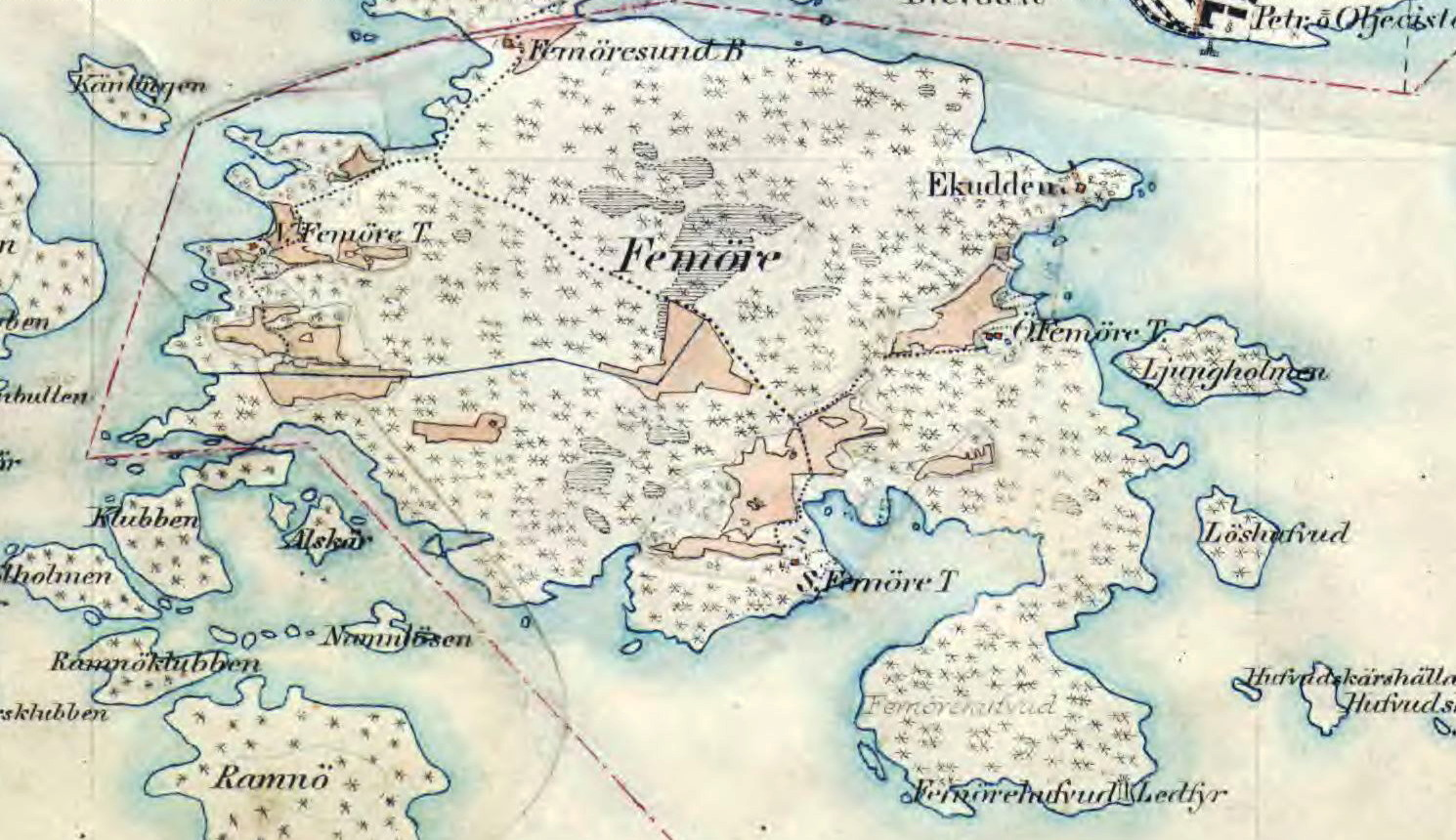
Femöre omkring sekelskiftet 1900 på Häradsekonomiska kartan.

Halvön "Femöre" kallades i äldre tider Femöhra (1728) eller Femören (1575). Det säregna namnet har tolkats på olika sätt. Enligt en teori bestod Femöre enligt en karta från 1454 av fem steniga holmar med smala sund emellan. Ordet ör betyder sten eller grus och även naturhamn och ingår i en mängd svenska och danska ortnamn. Enligt en annan uppfattning kan halvön ha fått sitt namn efter att taxeringsvärdet var 5 öre.
Marken ägdes av Nyköpings stad. I början av 1960-talet avyttrades en del av södra Femöre (det så kallade Femörehuvud) till Försvarsmakten. Den delen var då militärt skyddsobjekt fram till år 2003.

## Reservatet
Naturreservat Femöre bildades 2006 för att skydda ett värdefullt frilufts- och barrskogsområde med dess djur- och växtliv. Reservatet omfattar 235 hektar varav 22 ha på Femörehuvud och ingår i nätverket Natura 2000. Söder om halvön ingår även ett stort vattenområde ända ner till ön Rödskär. Reservatet ligger nära tätorten och är ett värdefullt strövområde som besöks regelbundet av ett stort antal människor. 
Inom naturreservatet finns det sedan år 2003 nedlagda Femörefortets kustartilleribatteri samt fyrplatsen Femörehuvud som stängdes 1974. Genom området sträcker sig flera vandringsleder, bland dem Sörmlandsleden.
Femöre klassas som riksintresse för det rörliga friluftslivet. Större delen av området utgör ett mycket högt värde för naturvården och friluftslivet enligt länsstyrelsens naturvårdsprogram från 1991. Skogsvårdsstyrelsen bekräftade genom sin nyckelbiotopsinventering 1994 de höga naturvärdena i området. Reservatet ägs och förvaltas av Oxelösunds kommun.

## Bilder

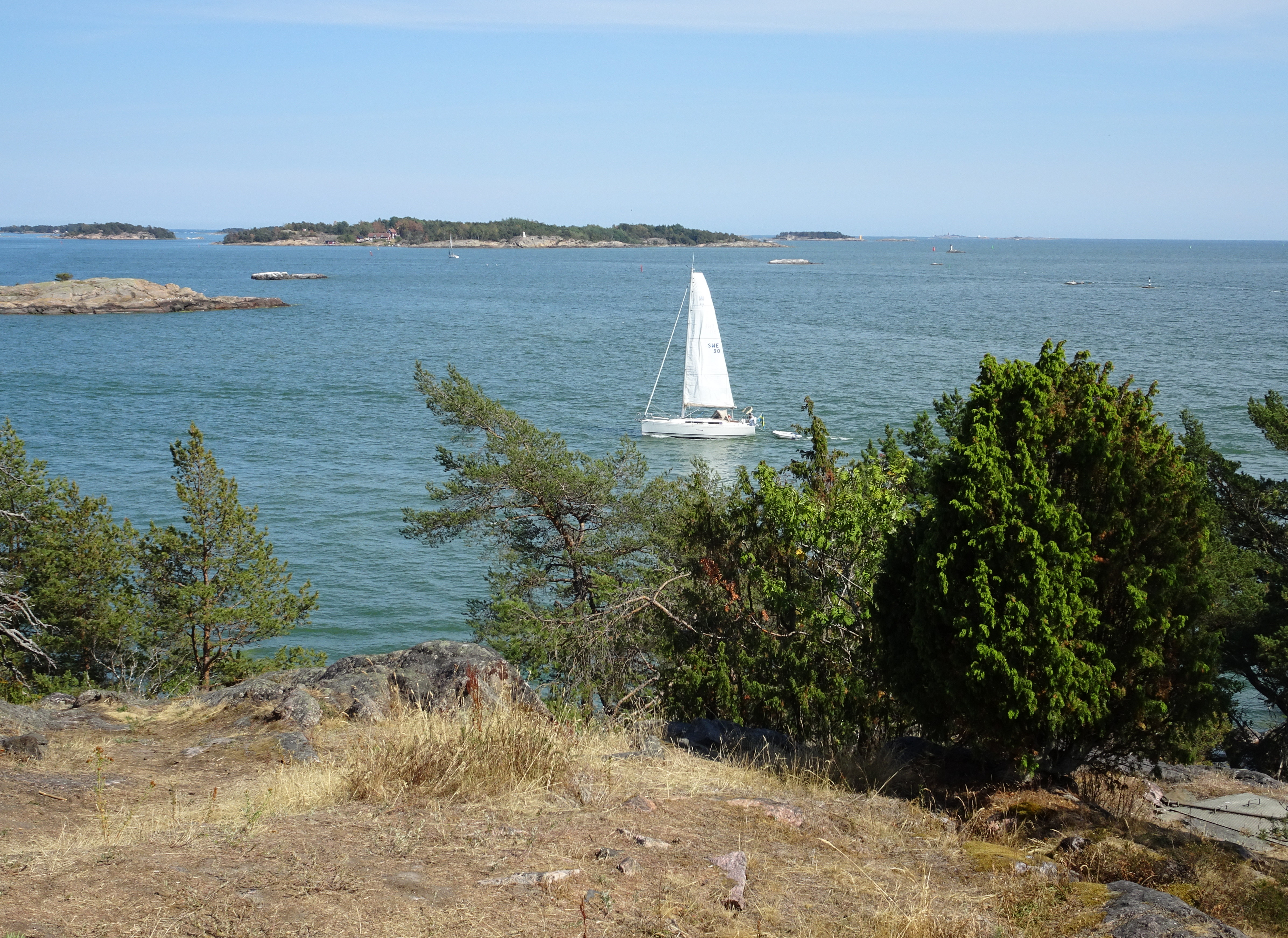
Vy från Femörehuvud mot öster.
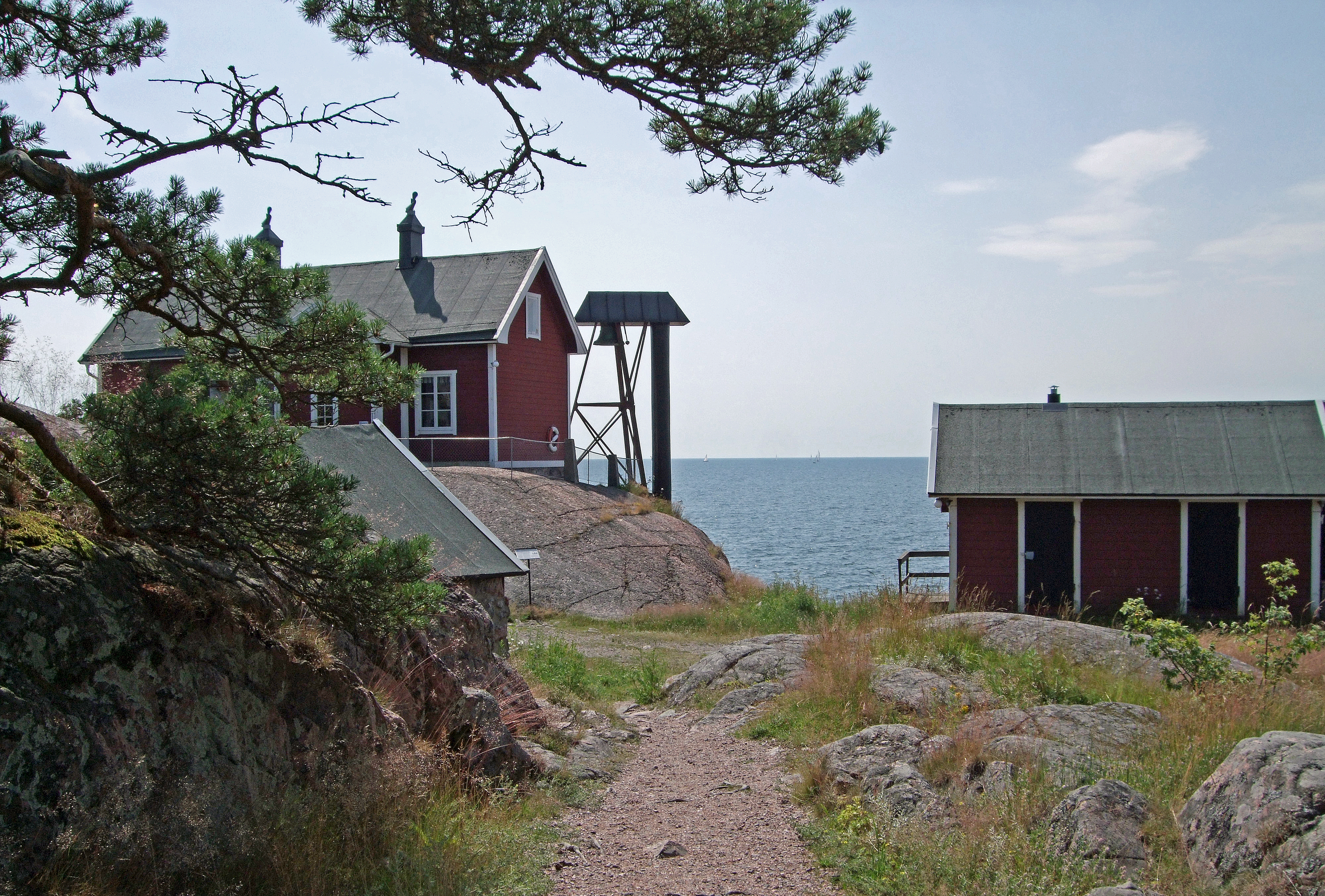
Femöre fyrvaktarbostad med mistklocka.
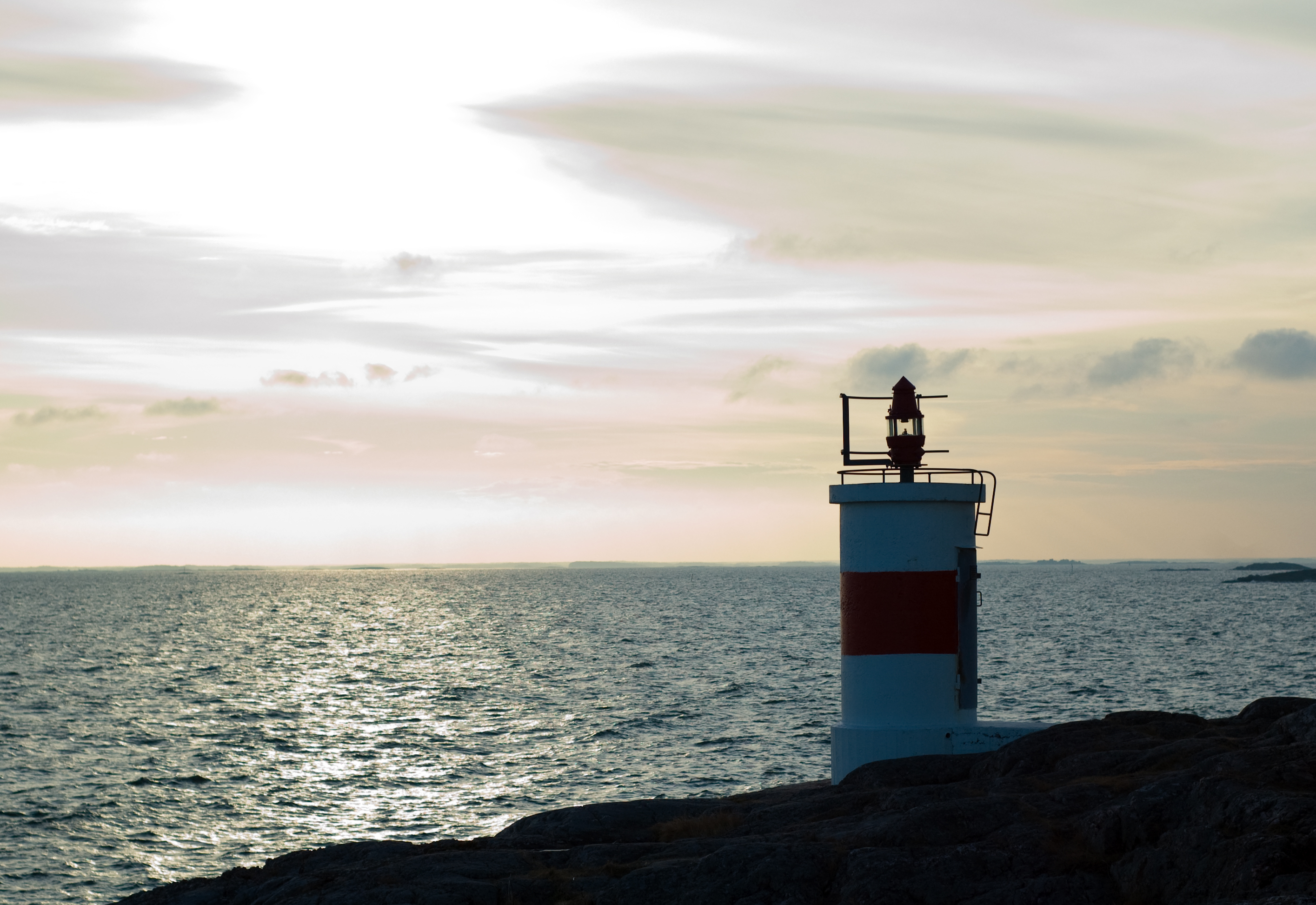
Fyr vid Femöre huvud.
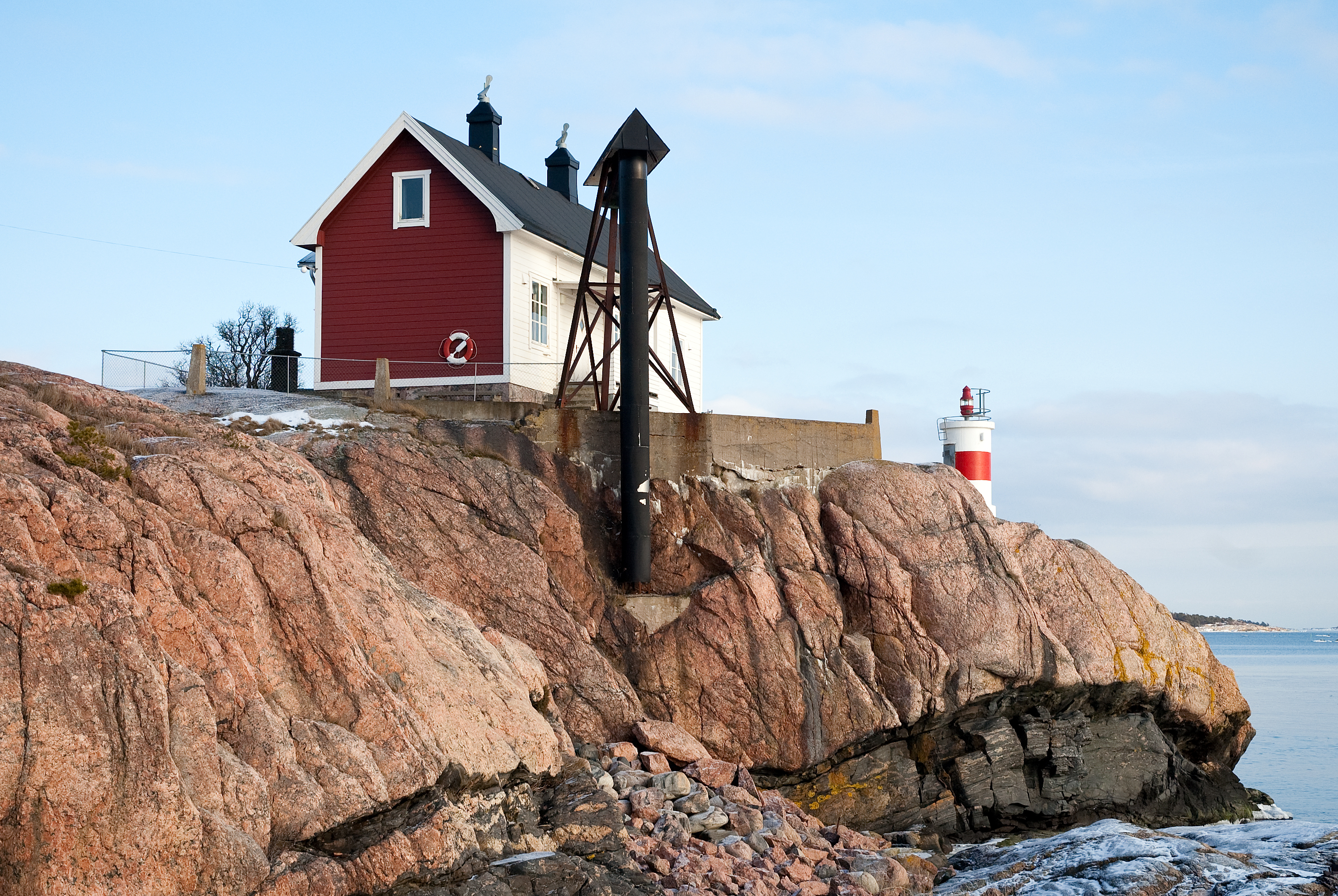
Femöre huvuds gamla och nya fyrplats.
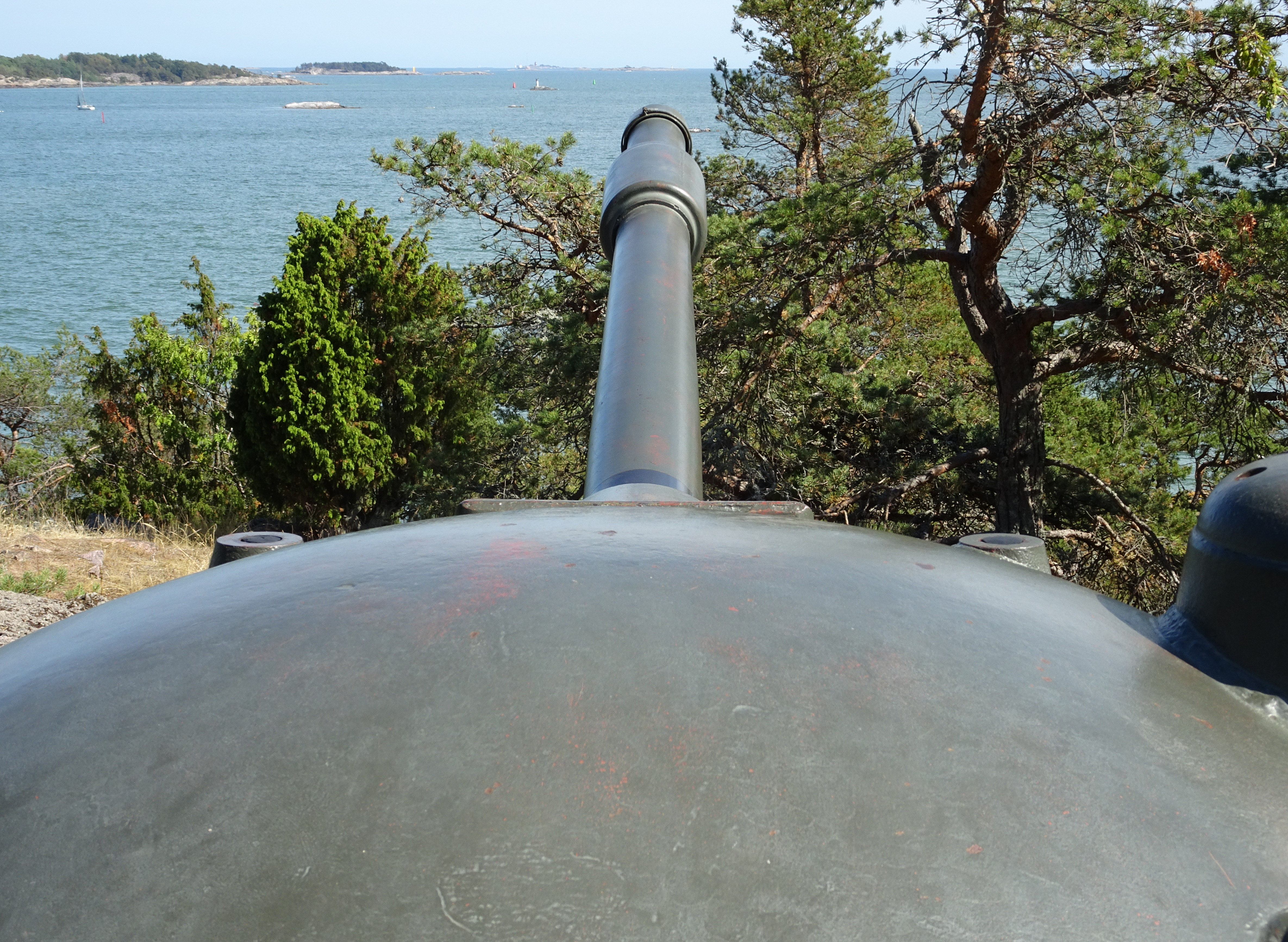
7,5 cm halvautomatisk sjömålspjäs m/57